# Fokker S.III
Fokker S.III là một loại máy bay huấn luyện hai tầng cánh của Hà Lan trong thập niên 1920.

## Biến thể
- S.III
- S-3

## Quốc gia sử dụng
Denmark
 Hà Lan
- Hải quân Hoàng gia Hà Lan

## Tính năng kỹ chiến thuật (S.III)
Đặc tính tổng quan
- Kíp lái: 2
- Chiều dài: 8,03 m (26 ft 4 in)
- Sải cánh: 10,67 m (35 ft 0 in)
- Động cơ: 1 × Hispano-Suiza 8 , 134 kW (180 hp)

Hiệu suất bay
- Vận tốc cực đại: 217 km/h (135 mph; 117 kn)